# Parc national de Mana Pools
Le parc national de Mana Pools est géré par l'agence gouvernementale du Zimbawe Autorité de gestion des parcs et de la faune du Zimbabwe. C'est un parc national créé en 1975 situé au nord du Zimbabwe et un lieu de safari de la basse région inondable du Zambèze.
Mana signifie « quatre » en langue shona et désigne les quatre lacs permanents formés par le fleuve. Le parc est peu développé et a été sauvé d’un projet hydro-électrique qui lui aurait retiré son statut acquis en 1984 sur la liste du patrimoine mondial de l’UNESCO.
On trouve dans le parc une importante concentration d’hippopotames, de crocodiles, d’éléphants, de buffles, de léopards et de guépards.

## Documentation
- Ressources relatives à la géographie :   - Service d'information sur les Sites Ramsar
  - World Database on Protected Areas
- (en) Mana Pools National Park